# آنتی هرلین
آنتی هرلین (انگلیسی: Antti Herlin؛ زادهٔ ۱۴ نوامبر ۱۹۵۶) کارآفرین، بازرگان و مدیر ارشد اجرایی فنلاندی است، که در حال حاضر به‌عنوان رئیس هیئت مدیره شرکت کوهنه فعالیت می‌کند.